# Brzyno
Brzyno (deutsch Reckendorf, früher Brzinno, Brzynno und Brzyn) ist ein Dorf im Verwaltungsbezirk Landgemeinde Krokowa (Krockow) im Powiat Pucki (Putziger Kreis) der polnischen Woiwodschaft Pommern.

## Geographische Lage
Das Dorf liegt in der Nähe der früheren Grenze zwischen Hinterpommern und Westpreußen,  am Westufer des Zarnowitzer Sees, etwa 30 Kilometer nordöstlich von Lauenburg in Pommern, 27 Kilometer nordwestlich von Wejherowo (Neustadt in Westpreußen) und sechs Kilometer nördlich des Dorfs Gniewino (Gnewin).

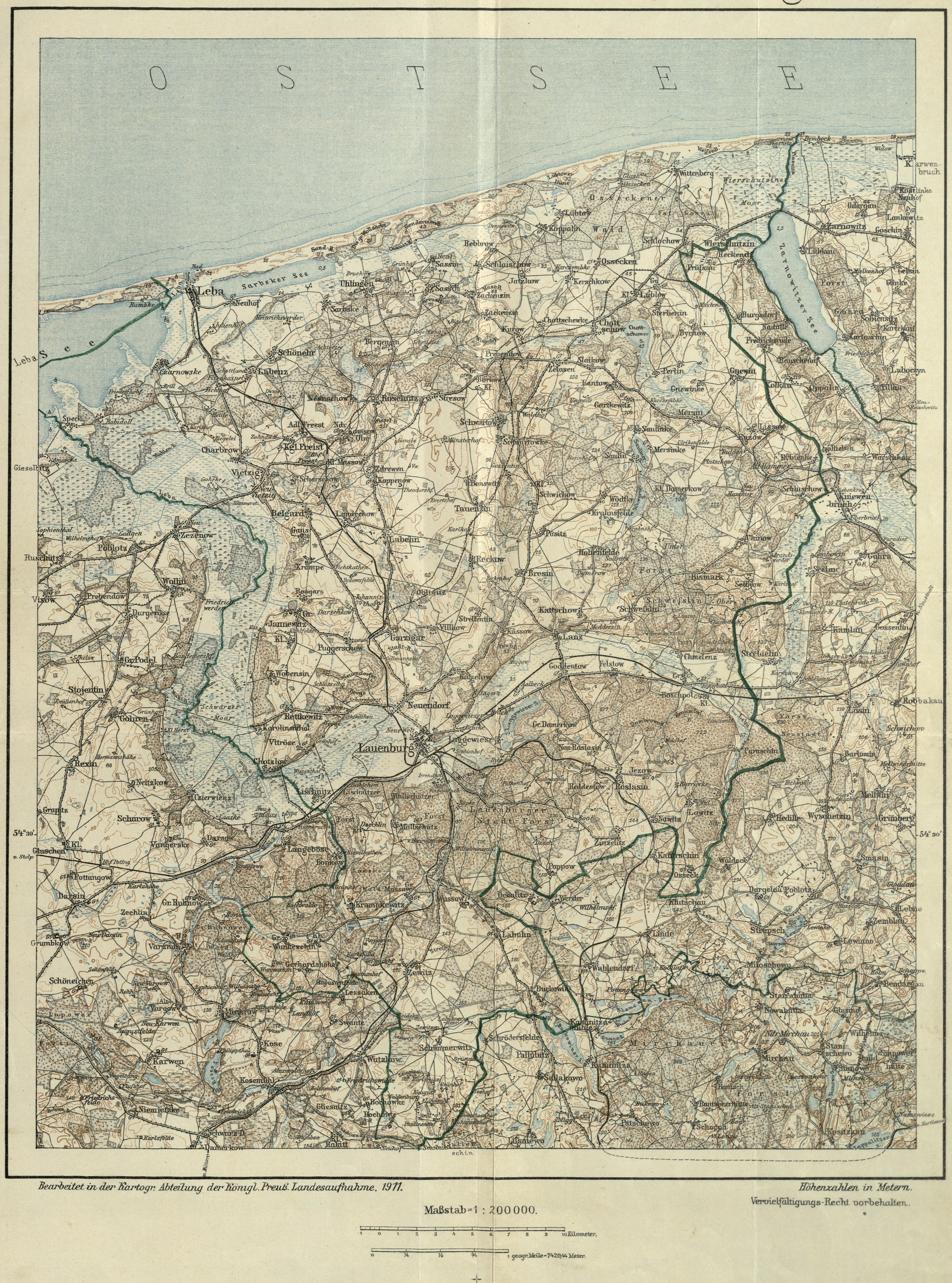
Reckendorf, östlich der Stadt Leba an der Ostsee, nordöstlich der Stadt Lauenburg in Pommern, nordwestlich von Neustadt in Westpreußen, westlich am Zarnowitzer See und nördlich des Dorfs Gnewin, auf einer Landkarte von 1911

## Geschichte
Ältere Ortsbezeichnungen sind Brzinno, Brzynno und Brzyn. In seiner Geschichte der Kreise Neustadt und Putzig, 1907, listet Franz Schultz Brzyn zunächst unter den Dörfern auf, die erst zur Zeit Königlich Preußens entstanden waren, gibt anschließend jedoch an, zur Zeit des Deutschen Ordens – also schon vorger – sei der Ort 1400 als Buschyn unter den Panendörfern des Putziger Komtureibezirks erwähnt worden.  Dass es sich bei Buschyn nicht um Brzinno handeln kann, folgt daraus, dass Buschyn 1872 schon nicht mehr existierte.
Von Goldbeck werden Brzinno und Pryssau 1789 als Gratialgüter mit zusammen 16 Feuerstellen (Haushaltungen) bezeichnet.  Da das königliche Amtsvorwerk Pryssau sechs Feuerstellen hatte, wird Brzinno die restlichen zehn aufgewiesen haben. Doch Goldbeck listet auch das adlige Dorf und Vorwerk ‚Brusow oder Bzynno‘ mit 15 Feuerstellen auf, das der Woiwode von Prebendow in Besitz hatte. Da andererseits Schultz anmerkt, Brzynno sei 1786 als Gratialgut erwähnt worden, das dem Woiwoden von Prebendow vom polnischen König auf Lebenszeit verliehen worden sei, dürfte es sich bei Brusow und Brzinno um denselben Ort handeln und der Unterschied in den Angaben zur Anzahl der Feuerstellen darauf beruhen, dass die Zahlen unterschiedlichen Jahresstatistiken entnommen wurden.
Im Jahr 1865 betrug die Grundsteuer für den Gutsbezirk  Brzyn 126 Reichstaler, 25  Silbergroschen und sieben Pfennige.
Am 11. November 1873 wurde das Gut Brzyn in Reckendorf umbenannt, nach dem Familiennamen seines Besitzer von der Reck, dem es seit 1830 gehörte und der sich 1847 die Rittergutsqualität hatte bestätigen lassen. Um 1903 befand sich das in Westpreußen gelegene Gut Reckendorf mit einer Flächengröße von 455 Hektar im Besitz des Ökonomierats Hugo Fließbach auf Chottschewke im hinterpommerschen Kreis Lauenburg in Pommern. Die Familie Fließbach befand sich bis 1945 im Besitz der Rittergüter Prüßau, Reckendorf und Slaitow.
Als nach dem Ersten Weltkrieg der Versailler Vertrag die Verlegung des Polnischen Korridors durch das Reichsgebiet vorsah, wurde der Gutsbezirk Reckendorf aus dem Kreis Neustadt in Westpreußen am 1. Oktober 1919 teilweise in den Kreis Lauenburg in Pommern eingegliedert. Am 1. April 1927 hatte das Gut Reckendorf eine Flächengröße von 575 Hektar, und am 16. Juni 1925 hatte der Gutsbezirk 222 Einwohner.  Am 30. September 1928 wurden die Gutsbezirke Reckendorf und Prüssau zur Landgemeinde Prüssau zusammengeschlossen.
Bis 1945 bildete Reckendorf eine Wohnstätte in der Landgemeinde Prüssau im Landkreis Lauenburg in Pommern im Regierungsbezirk Köslin der preußischen Provinz Pommern im Deutschen Reich. Prüssau war dem Amtsbezirk Kolkau zugeordnet.
Gegen Ende des Zweiten Weltkriegs besetzte Anfang März 1945 die Rote Armee die Region. Bald darauf wurde der Kreis Lauenburg von der Sowjetunion zusammen mit ganz Hinterpommern der Volksrepublik Polen zur Verwaltung überlassen. Anschließend begann die Zuwanderung polnischer Zivilisten, von denen die deutschen Dorfbewohner aus ihren Häusern und Gehöften gedrängt wurden. Reckendorf wurde zu Brzyno polonisiert. In der darauf folgenden Zeit wurden die einheimischen Dorfbewohner von der polnischen Administration aus Reckendorf vertrieben.

## Demographie
| Jahr | Einwohner | Anmerkungen                                                                           |
| ---- | --------- | ------------------------------------------------------------------------------------- |
| 1818 | 69        | adliges Dorf; davon 65 Lutheraner und vier Katholiken                                 |
| 1852 | 227       | Dorf                                                                                  |
| 1864 | 235       | am 3. Dezember, Gutsbezirk                                                            |
| 1867 | 251       | am 3. Dezember, Gutsbezirk                                                            |
| 1871 | 241       | am 1. Dezember, Gutsbezirk, davon 226 Evangelische und 15 Katholiken                  |
| 1905 | 218       | Gutsbezirk, davon 177 mit deutscher Muttersprache und 41 mit polnischer Muttersprache |
| 1910 | 234       | am 1. Dezember, Gutsbezirk                                                            |
| 1925 | 222       | am 16. Juni, Gutsbezirk                                                               |

## Kirche

### Kirchspiel bis 1945
Die vor 1945 hier lebenden Dorfbewohner gehörten mehrheitlich der evangelischen Konfession an. Die evangelischen Einwohner von Oppalin gehörten zum evangelischen Kirchspiel in Ossecken.
Das katholische Kirchspiel war in Wierschutzin.

Grabsteine auf dem alten evangelischen Friedhof
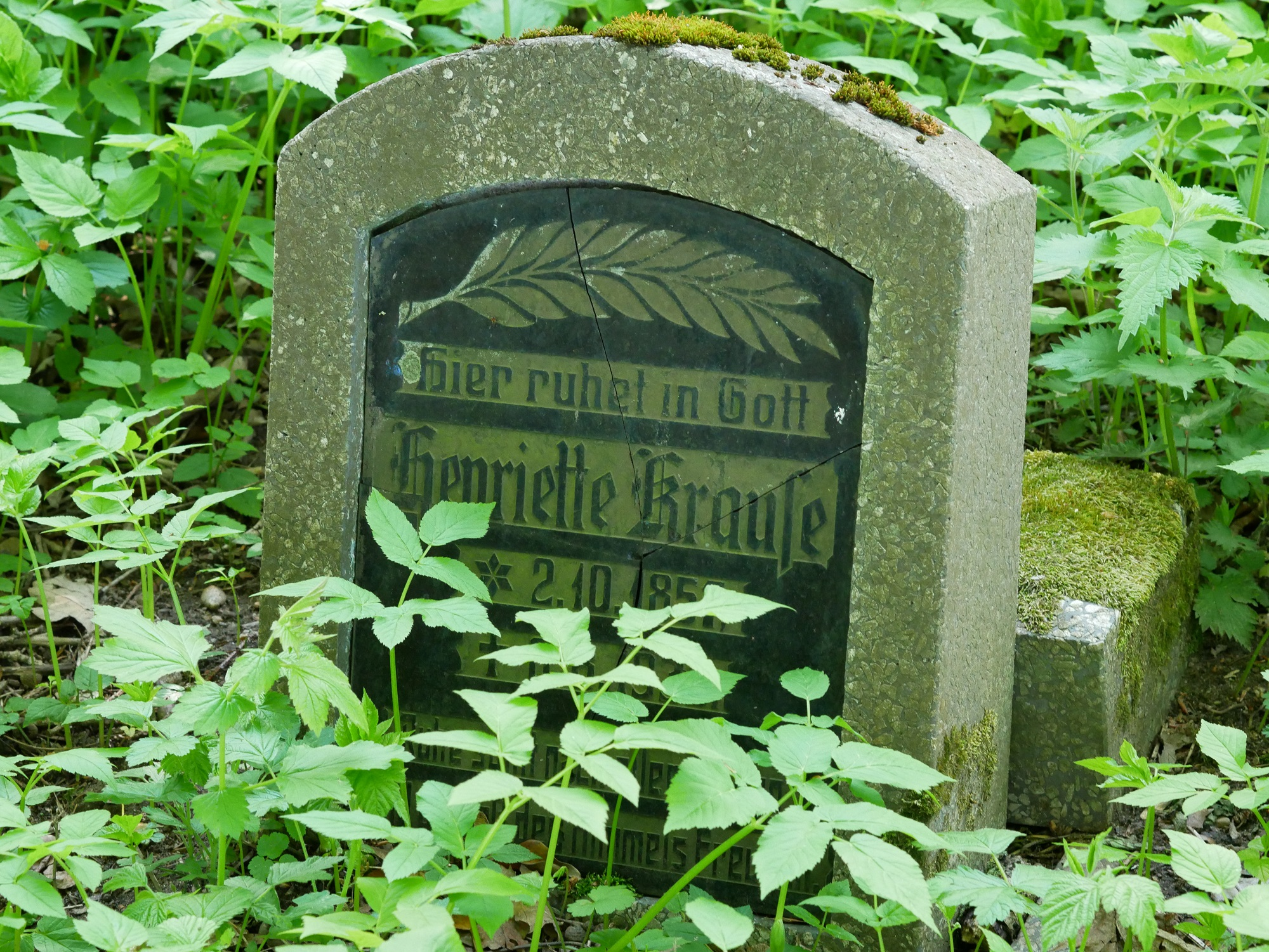
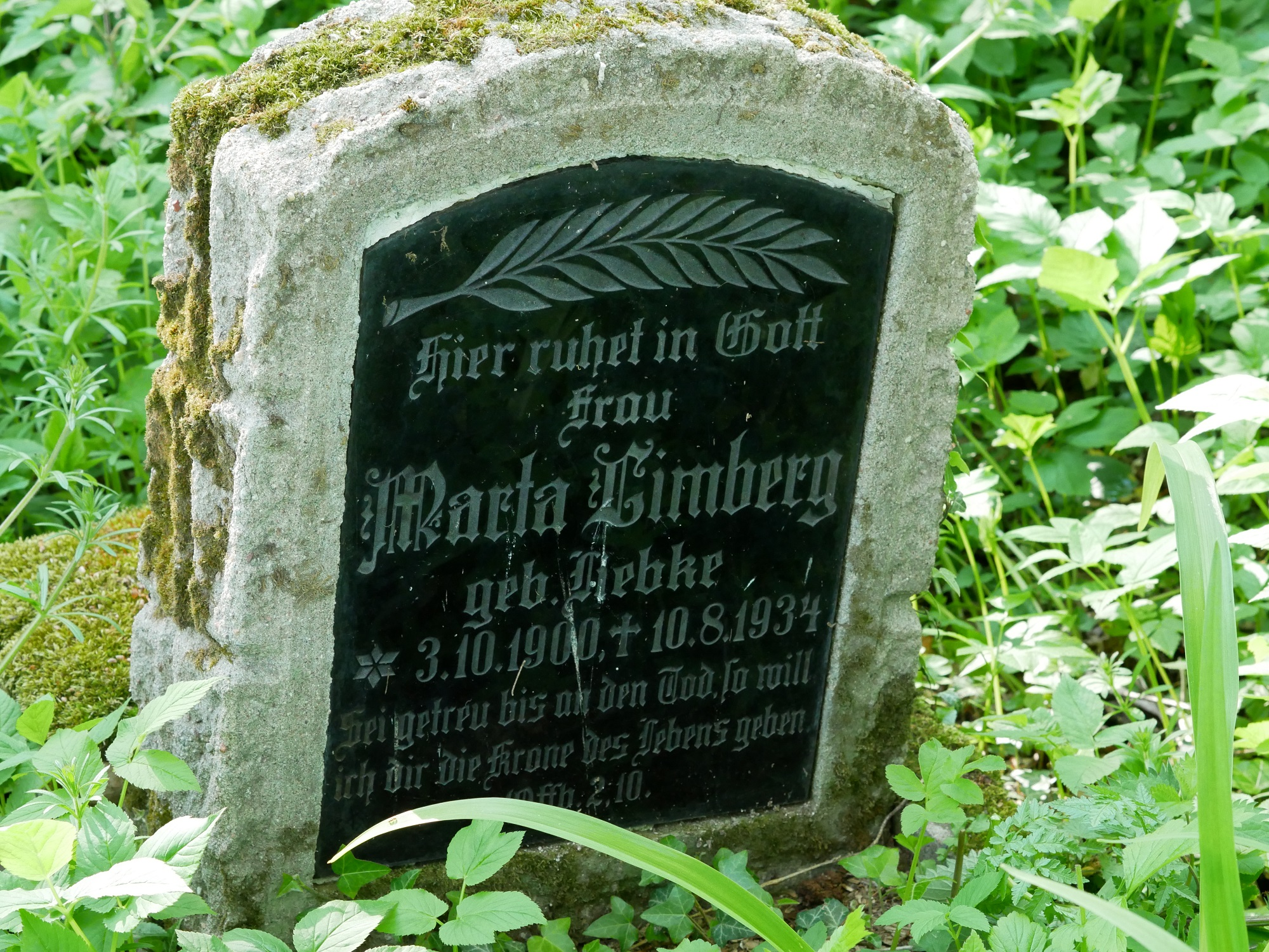
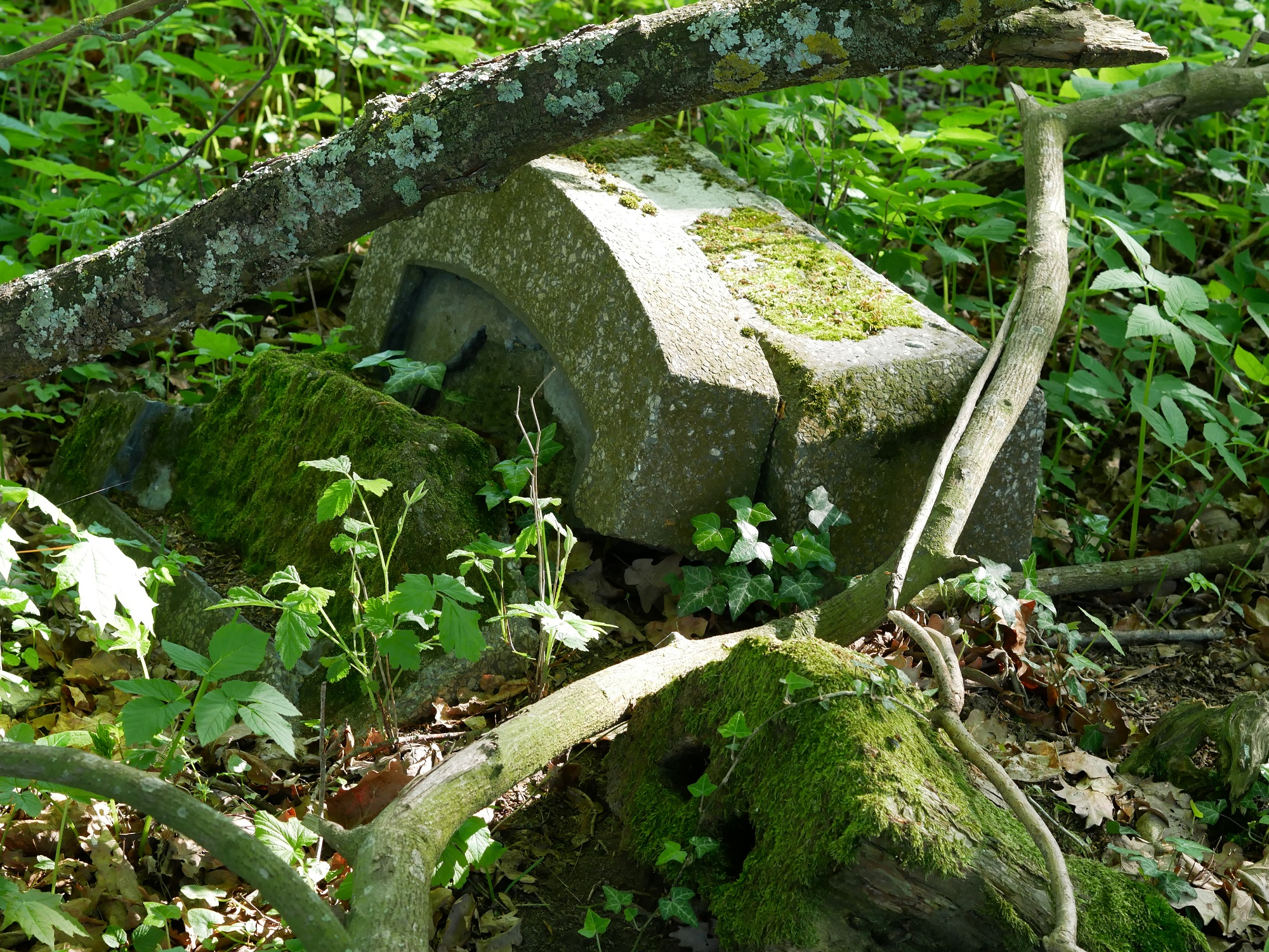
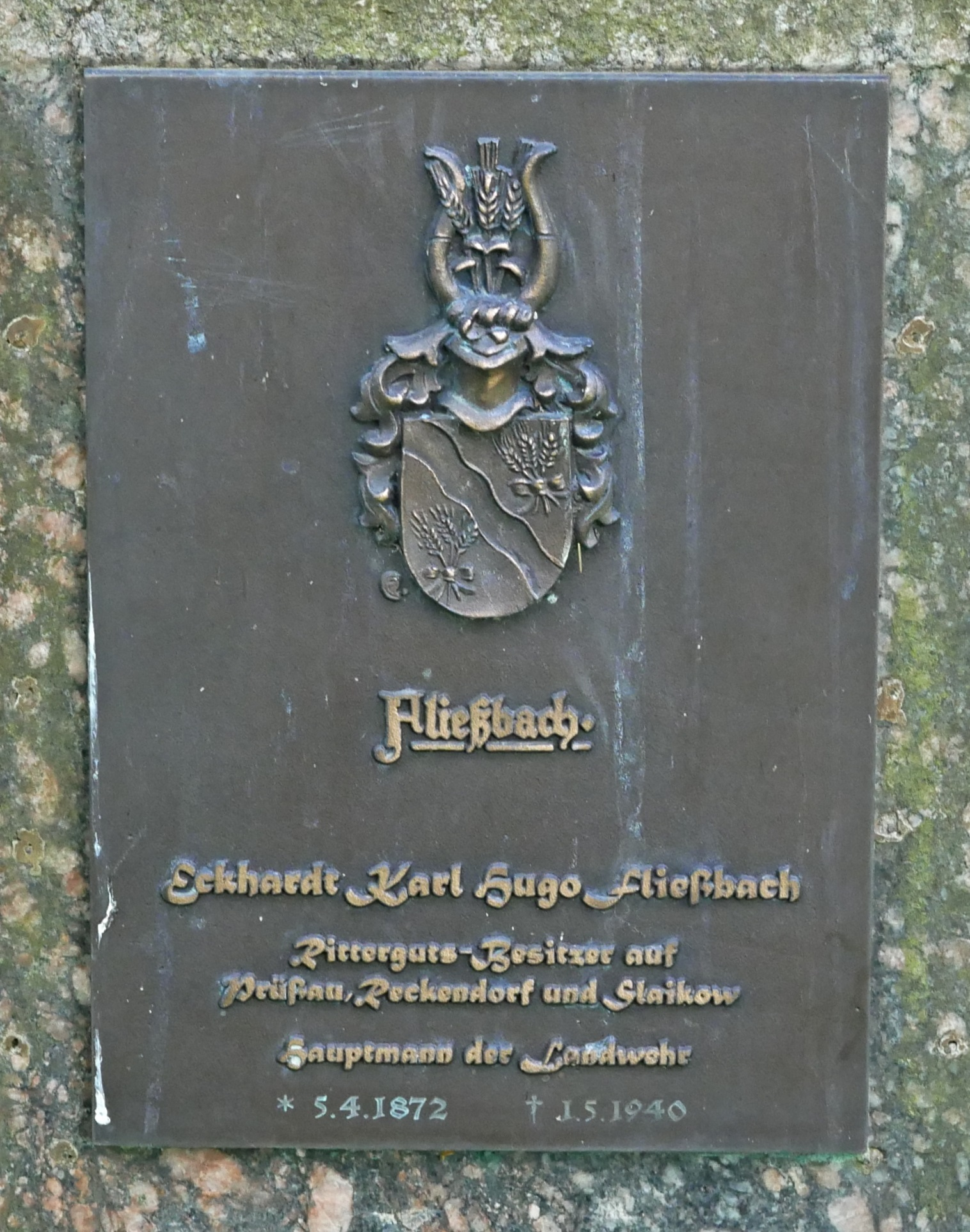
Familie Fließbach
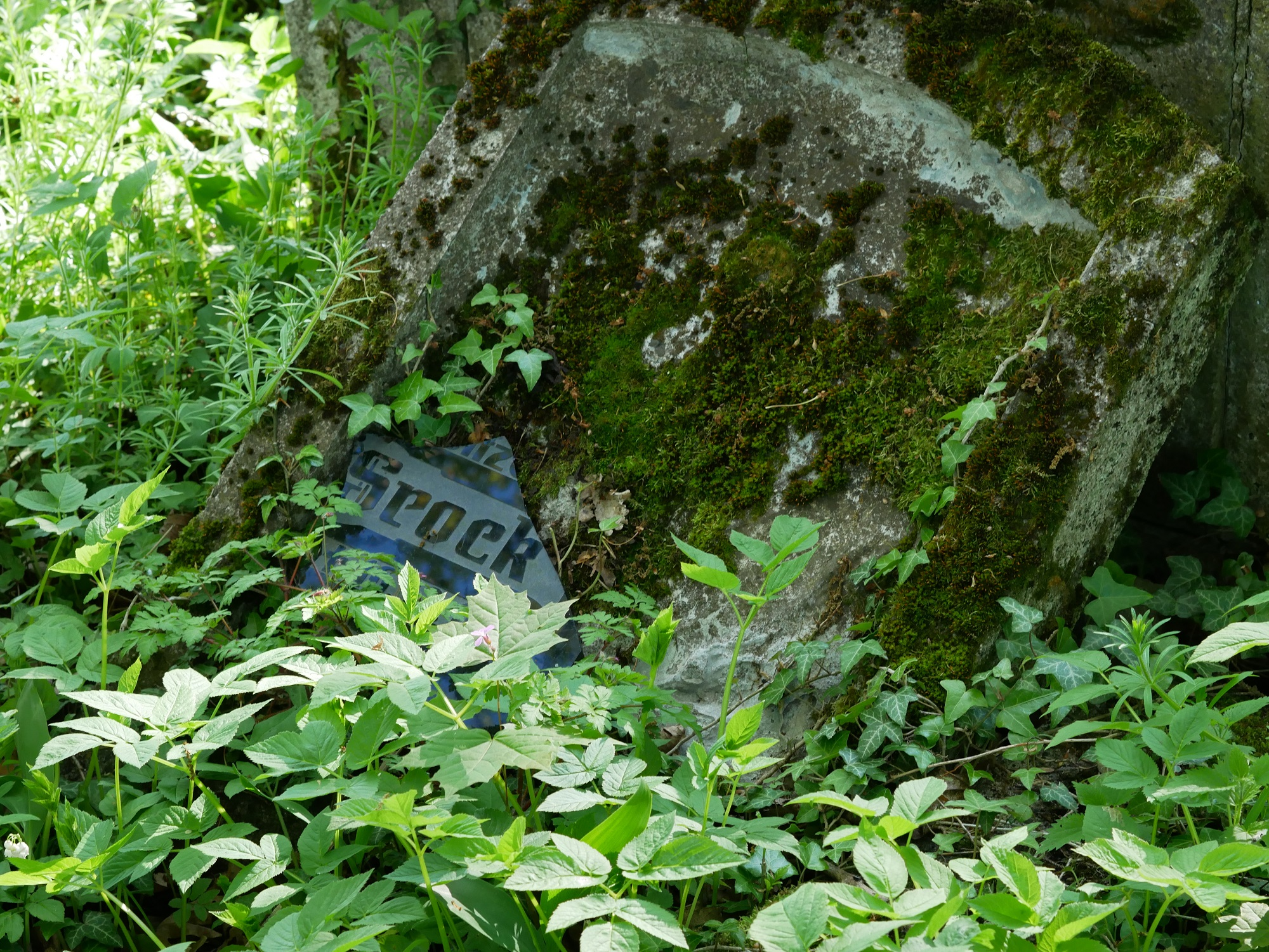

### Polnisches Kirchspiel seit 1945
Die seit 1945 und Vertreibung der einheimischen Dorfbewohner anwesende polnische Einwohnerschaft ist überwiegend katholisch.
Hier lebende evangelische Polen sind dem weit entfernten Pfarramt der Kreuzkirchengemeinde in Stolp in der Diözese Pommern-Großpolen der Evangelisch-Augsburgischen Kirche in Polen zugeordnet, deren nächstgelegene Predigtstätte in Lębork (Lauenburg in Pommern) ist.